# كروكوئيت
الكروكوئيت  هو معدن يتألف كيميائياً من كرومات الرصاص الثنائي PbCrO4، ويتبلور وفق نظام بلوري أحادي الميل، ويوجد على هيئة بلورات برتقالية حمراء.
يستخدم معدن الكروكوئيت في تركيب خضاب أصفر الكروم.
عثر على وثائق تشبر إلى هذا المعدن لأول مرة في كتابات العالم ميخائيل لومونوسوف سنة 1763؛ وساهم أبراهام فيرنر ويوهان غوتلوب ليمان في دراسته. أما التسمية على الشاكلة كروكوئيت فقد ساهم العالم فرانسوا سولبيس بودان في تعزيزها ونشرها، وهي مشتقة من الإغريقية κρόκος (كروكوس) بمعنى زعفران، إشارة إلى التشابه اللوني بينهما.

## معرض صور

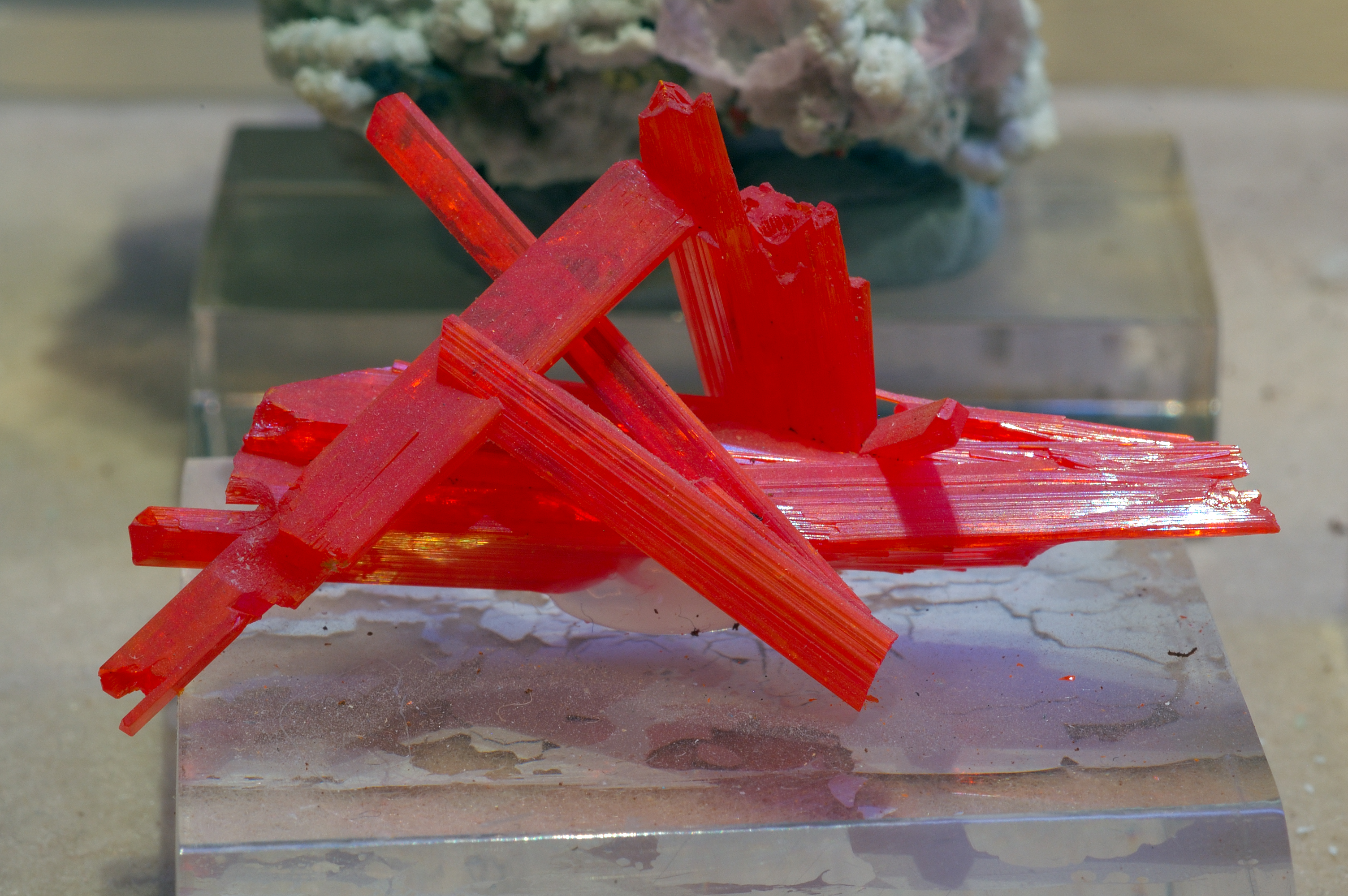
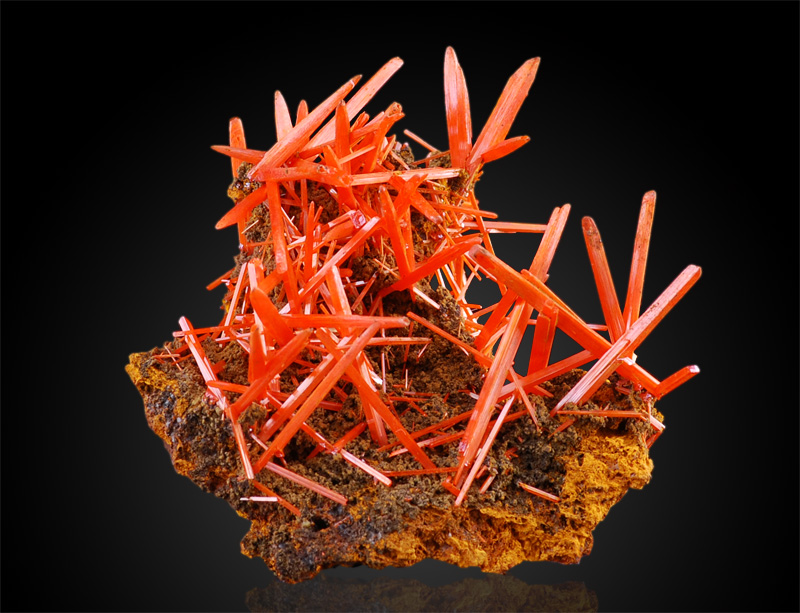
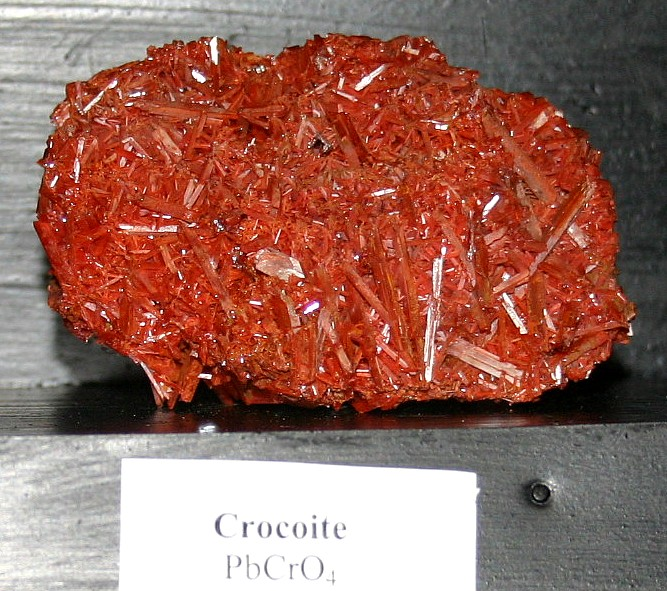
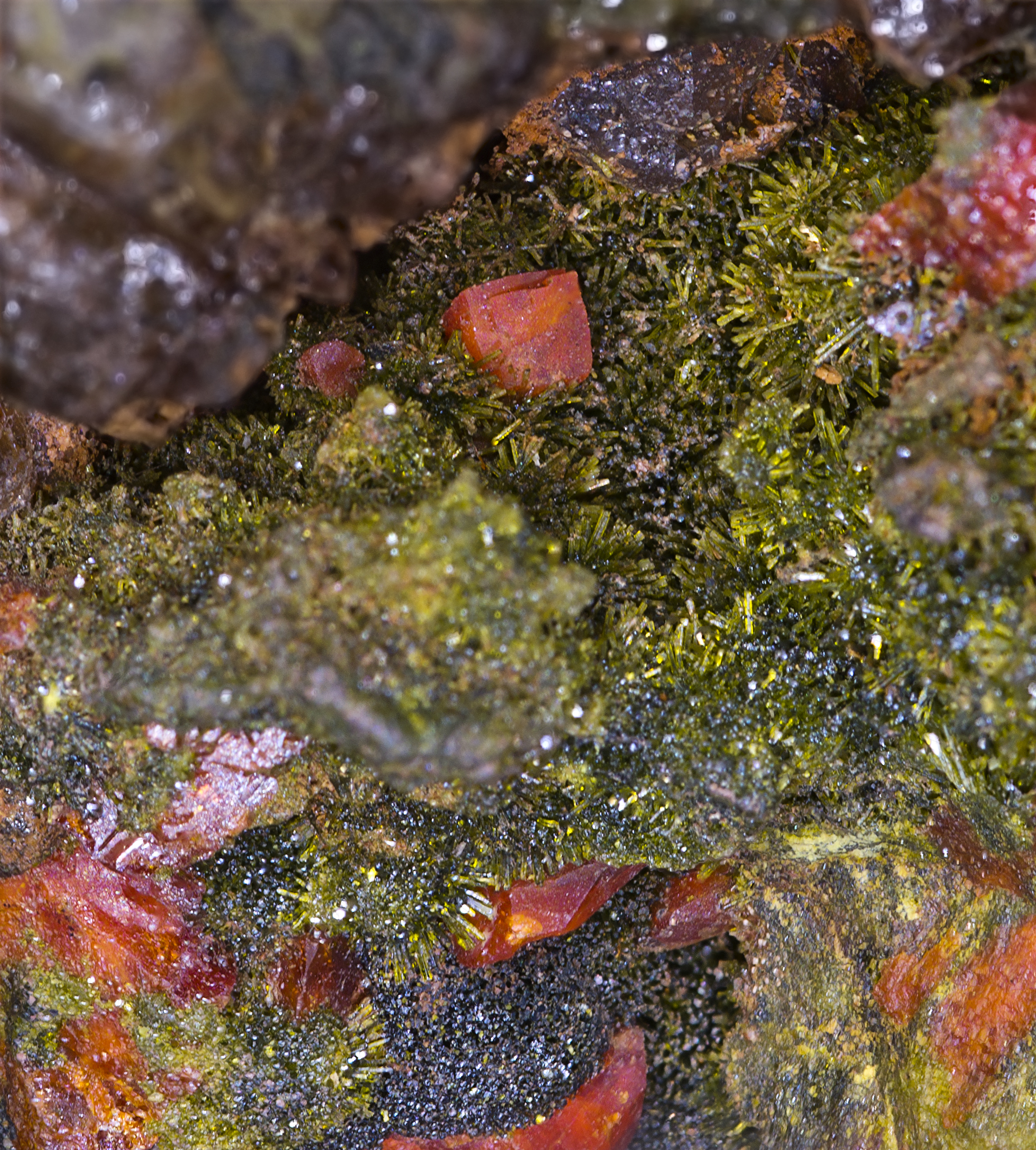

عينات من الكروكوئيت